# Mihail Stoianov
Mihail Stoianov a fost un politician moldovean, ales în Sfatul Țării. 

## Sfatul Țării
Mihail Stoianov, de naționalitate bulgar, a fost ales în Sfatul Țării de Organizația națională a bulgarilor.